# Jaan Jung
Jaan Jung (ur. 18 listopada 1835 w Pilistvere, zm. 26 czerwca 1900) – historyk, wykładowca, folklorysta, muzyk, publicysta, działacz społeczny, zasłużony dla kultury Estonii.
W II połowie XIX wieku Jung rozpoczął wielką kampanię na rzecz powszechnego spisu i katalogowania estońskich zabytków. Stworzył największy ruch zaktywizowanych naukowców, dzięki pracy korespondentów. W wyniku działań Junga skatalogowano prawie pięćset pomników estońskiej kultury.
Najwartościowsze obiekty Jung zaczął ogłaszać w Muinasaja teadus eestlaste maalt (pierwszą listę zabytków opublikowano w 1898, 1899 i pośmiertnie w 1910). Było to pierwsze tego typu przedsięwzięcie w estońskiej archeologii.
Jung wraz z Eisenem Johannem Matthiasem (1857-1934) i Oskarem Kallasem (1868-1946) był inicjatorem projektu zbierania ludowej muzyki (wzbogacano zbiory zapoczątkowane przez Jakoba Hurta. Do dziś Estońskie Archiwum Folkloru w Tartu posiada jeden z największych zbiorów folklorystycznych na świecie).
Prace Junga znajdują się m.in.: w Estońskim Muzeum Literatury.

## Publikacje
- Eesti rahwa wanast usust, kombedest ja juttudest. Tartu: H. Laakmann, 1879.
- Halliste ja Karksi kirikute ja kihelkondade ajalugu: Halliste kiriku 25-aastase juubileumi mälestuseks 29. Okt. 1892. Tartu, 1893.
- Jutustused Türgi sõaplatsist 1877. Viljandi, 1877.
- Järwa maa ja Paide lossi ja linna aja loust. Tartu: H. Laakmann, 1879.
- Liiwimaa kuningas Magnus ja Wene Zaar Joann Wassiljewitsh IV, ehk, tükike Wene- ja Läänemere maade ajalugust aastast 1530 kunni 1584. Tartu: H. Laakmann, 1874.
- Liiwlaste würst Kaupo, ja sõdimised tema päewil, kui ka Liiwi rahwast ja nende kadumisest siin maal. Tartu: H. Laakmann, 1876.
- Mönda Isamaa wanust aegust. Tartu: H. Laakmann, 1874.
- Nurmegunde maa ja Põltsama lossi ja linna aja loust. Tartu: H. Laakmann, 1879.
- Rootslaste wäljarändamine Hiiomaalt aastal 1781, ja teiste Eestimaal elawa Rootslaste loust aastast 1345 kunni 1800. Tartu: H. Laakmann, 1875.
- Sakala maa ja Wiliandi lossi ja linna aja loust : lõpetuses mõned Wiliandi maa rahwa wanad jutud. Tartu: H. Laakmann, 1878.
- Sõda Wolmari linna al ja Rakwere linna õnnetu kadumine. Tartu: H. Laakmann, 1876.
- Õntsa dr. Martin Luteruse elu lugu : Luteruse 400 aastase sündmise pääwa mälestuseks. Tartu : H. Laakmann, 1883.
- Muinasaja teadus Eestlaste maal. I(II) osa : kohalised muinasaja kirjeldused Liiwimaalt, Pernu ja Wiljandi maakonnast. Tallinn: Artsturm, 2000.
- Läti Hendriku Liiwi maa kroonika ehk Aja raamat. Alguskirja järele välja annud J. Jung. 4 vihikut. Tartu: H. Laakmann, 1881–1884.